# Вулиця Горчакова (станція метро)
55°32′30″ пн. ш. 37°31′50″ сх. д. / 55.54167° пн. ш. 37.53056° сх. д.
«Вулиця Горчакова» — станція Бутовської лінії Московського метрополітену, розташована між станціями «Бульвар адмірала Ушакова» і «Бунінська алея». Відкрита 27 грудня 2003 у складі дільниці «Вулиця Старокачаловська»-«Бунінська алея». Названа по однойменній вулиці, що носить ім'я дипломата О. М. Горчакова.

## Вестибюлі і пересадки
На станції один вестибюль (західний), розташований між вулицями Горчакова і Черневською. Вестибюль з'єднаний з платформою ескалаторною галереєю. У східному кінці перону змонтований ліфт для спуску і підйому інвалідних візків.

## Технічна характеристика
Конструкція станції — естакадна типового проекту. Довжина платформи — 90 м, ширина платформи — 7 м, висота платформи — 9,6 м.

## Колійний розвиток
Станція без колійного розвитку.

## Оздоблення
Над платформою зроблено навіс, що нагадує крила птаха. Несучі металеві конструкції навісу пофарбовані в синьо-зелений колір. На навісі укріплені три ряди люмінесцентних світильників. Колійні стіни замінюють прозорі пластикові шумопоглинаючі панелі.
Станція має один вестибюль, що з'єднано з платформою тринитковим ескалатором, який накритий легкою скляною галереєю. Стіни галереї оздоблені алюмінієвим профілем і світло-коричневим гранітом. Для входу інвалідів на станціях зроблені ліфти. Вестибюль має в центральній частині касові та службові приміщення. Стелю вестибюля підтримують колони оздоблені нержавіючої сталлю. Освітлення виконано точковими світильниками, вбудованими в стелю підшивання, що зроблено з алюмінієвого профілю. Стіни в інтер'єрах вестибюлів виконані з термообробленого і полірованого граніту «Відродження». Підлога платформ, вестибюлів, а також вхідні майданчики перед ними викладені плитами з різних порід граніту. Фасади вестибюлів, електропідстанцій та аварійних виходів оздоблені фіброцементними панелями зі вставками з граніту «Відродження». Нижня частина стін має цоколь з полірованого габро.

## Ресурси Інтернету
- Офіційний сайт Московського метрополітену(рос.)
- Сайт «METRO.Фотоальбом» [Архівовано 4 березня 2016 у Wayback Machine.](рос.)
- Сайт «Прогулянки по метро»(рос.)
- Сайт «Енциклопедія нашого транспорту» [Архівовано 22 листопада 2021 у Wayback Machine.](рос.)

| Попередня станція        | Лінія | Лінія           | Лінія | Наступна станція |
| ------------------------ | ----- | --------------- | ----- | ---------------- |
| Бульвар Адмірала Ушакова |       | Бутовська лінія |       | Бунінська алея   |